# Bartolomeo Scappi
Bartolomeo Scappi (1500 Dumenza – 13. dubna 1577 Řím) byl slavný italský renesanční šéfkuchař. Byl jednou z prvních celebrit kuchařského umění a ovlivnil mnohé následníky po celé Evropě.
V roce 1536 je zmiňován jako osobní kuchař boloňského kardinála Lorenza Campeggia. Byl pověřen přípravou hostiny pro císaře Karla V. Později byl ve službách papežů Pavla IV., Pia IV. a Pia V. V roce 1570 vydal šestisvazkovou práci Opera dell'arte del cucinare, která obsahuje přes tisíc receptů. Nachází se v ní nejstarší známé vyobrazení vidličky. Scappi využíval nové suroviny přivážené z Ameriky a byl průkopníkem pokrmů jako kuskus, ravioli a krůtí maso. Označuje parmezán za nejlepší druh sýra a zmiňuje se o tom, že Židé již v jeho době znali foie gras. Připravoval sladkou hořčici. Zabýval se také účinkem potravin na lidské zdraví.
Je pohřben u římského kostela Chiesa dei Santi Vincenzo e Anastasio alla Regola.